# Interkontinentális ralibajnokság
Az Interkontinentális ralibajnokság (IRC, Intercontinental Rally Challenge), 2006-ban indult, az FIA és az Eurosport szervezésében. A bajnokságot elsősorban az N csoportos, és a Super2000-es autók számára írták ki.

## Története
A bajnokságot 2006-ban hívták életre. Első évben mindössze 4 futamot rendeztek, egyet Afrikában, hármat Európában. 2007-re bővült a versenyszám, az immár kilenc futamból álló bajnokság három kontinensen zajlott.

## Helyszínek
| - Ajaccio (2011–) - Argentína (2010) - Azores (2009–) - Ciprus (2010–) - Curitiba (2009–2010) - Kanári-szigetek (2010–) - Kína (2007–2008) - Észak-Írország, Írország (2012) - Isztambul (2007–2008) - Madeira (2006–2009) - Monte-Carlo (2009–2011) - Pécs (2011–) - Portugália (2008) | - Príncipe de Asturias (2008–2009) - Kenya (2007, 2009) - Skócia (2009–2011) - San Marino (2012) - San Remo (2006–) - Sibiu (2012) - Silven (2012) - Szardínia (2010) - Valais (2007–2008) - Viborg (2007–2009) - Yalta (2011–) - Ypres (2006–) - Zlín (2007–) - Zulú (2006) |

## Bajnokok

### Egyéni
| Év   | Bajnok               | Bajnok          | Autó                    |
| Év   | Versenyző            | Navigátor       | Autó                    |
| ---- | -------------------- | --------------- | ----------------------- |
| 2006 | Giandomenico Basso   | Mitia Dotta     | Fiat Punto Abarth S2000 |
| 2007 | Enrique García Ojeda | Jordi Barrabés  | Peugeot 207 S2000       |
| 2008 | Nicolas Vouilloz     | Nicolas Klinger | Peugeot 207 S2000       |
| 2009 | Kris Meeke           | Paul Nagle      | Peugeot 207 S2000       |
| 2010 | Juho Hänninen        | Mikko Markkula  | Skoda Fabia S2000       |
| 2011 | Andreas Mikkelsen    | Ola Fløene      | Skoda Fabia S2000       |
| 2011 | Andreas Mikkelsen    | Ola Fløene      | Skoda Fabia S2000       |

## Lásd még
- Az interkontinentális ralibajnokság futamgyőzteseinek listája

## Külső hivatkozások
- Hivatalos honlap